# Grandrieux
Pour les articles homonymes, voir Grandrieux (homonymie).
Grandrieux est une commune française située dans le département de l'Aisne, en région Hauts-de-France.

## Géographie

### Localisation
- 1Carte dynamique
- 2Carte OpenStreetMap
- 3Carte topographique
- 4Carte avec les communes environnantes

Village situé dans le nord-est du département de l'Aisne, en Thiérache. Ses communes voisines sont Rouvroy-sur-Serre, Parfondeval, Résigny dans l'Aisne, Rocquigny dans les Ardennes.

### Hydrographie
La commune est située dans le bassin Seine-Normandie. Elle est drainée par la Serre, le cours d'eau 02 de la commune de Rouvroy-sur-Serre et le cours d'eau 21 de la commune de Résigny,,.
La Serre, d'une longueur de 96 km, prend sa source dans la commune de La Férée, à 265 m d'altitude, et se jette  dans l'Oise (rive gauche) à Danizy, à 52 m d'altitude, après avoir traversé 39 communes.

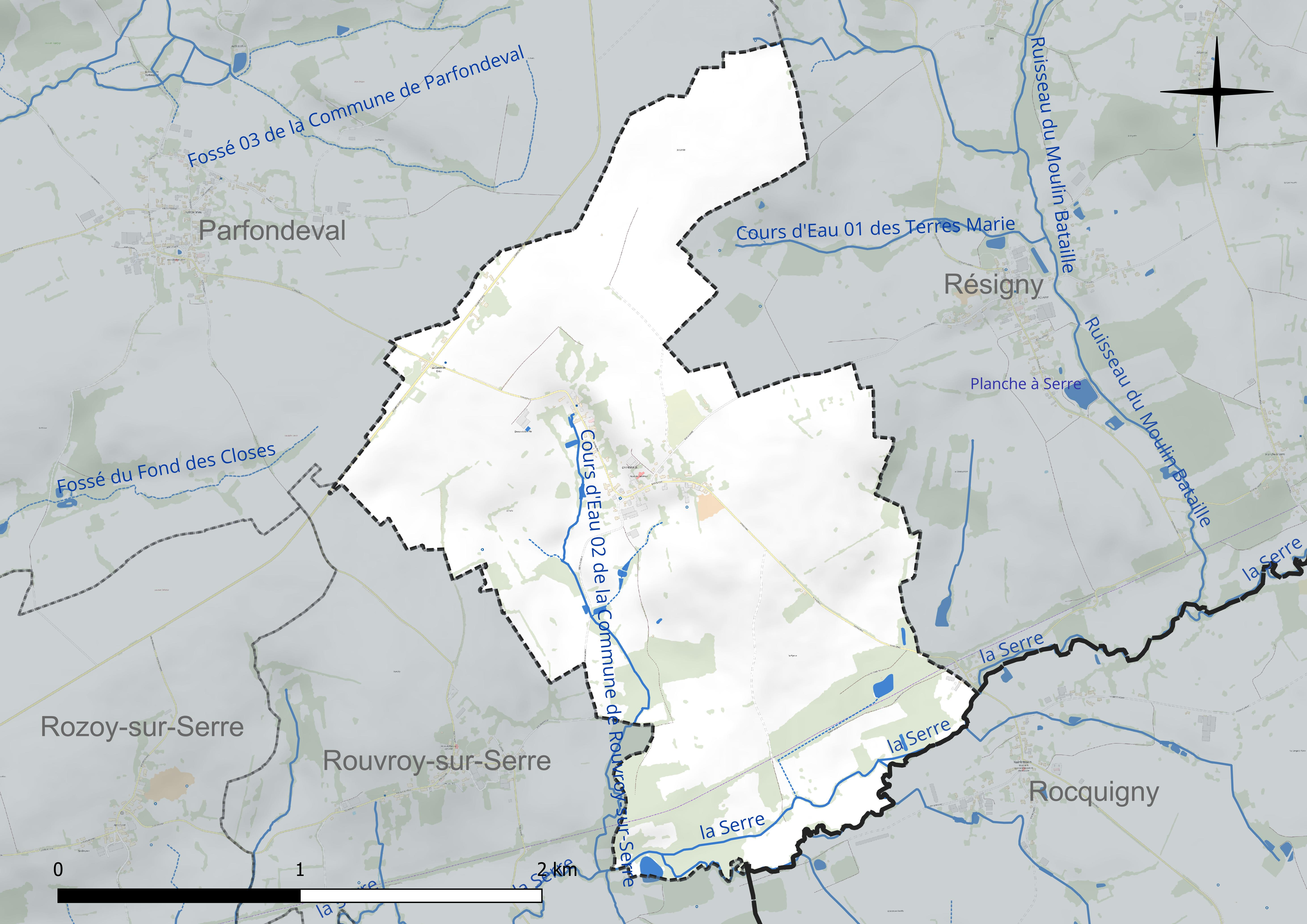
Réseau hydrographique de Grandrieux.

### Climat
Pour des articles plus généraux, voir Climat des Hauts-de-France et Climat de l'Aisne.
En 2010, le climat de la commune est de type climat des marges montargnardes, selon une étude du CNRS s'appuyant sur une série de données couvrant la période 1971-2000. En 2020, Météo-France publie une typologie des climats de la France métropolitaine dans laquelle la commune est exposée à un climat océanique altéré et est dans la région climatique Nord-est du bassin Parisien, caractérisée par un ensoleillement médiocre, une pluviométrie moyenne régulièrement répartie au cours de l'année et un hiver froid (3 °C).
Pour la période 1971-2000, la température annuelle moyenne est de 9,5 °C, avec une amplitude thermique annuelle de 15,6 °C. Le cumul annuel moyen de précipitations est de 981 mm, avec 14 jours de précipitations en janvier et 10 jours en juillet. Pour la période 1991-2020, la température moyenne annuelle observée sur la station météorologique la plus proche, située sur la commune de Signy-l'Abbaye à 17 km à vol d'oiseau, est de 10,2 °C et le cumul annuel moyen de précipitations est de 1 060,5 mm,. Pour l'avenir, les paramètres climatiques de la commune estimés pour 2050 selon différents scénarios d'émission de gaz à effet de serre sont consultables sur un site dédié publié par Météo-France en novembre 2022.

## Urbanisme

### Typologie
Au 1er janvier 2024, Grandrieux est catégorisée commune rurale à habitat dispersé, selon la nouvelle grille communale de densité à 7 niveaux définie par l'Insee en 2022.
Elle est située hors unité urbaine et hors attraction des villes,.

### Occupation des sols
L'occupation des sols de la commune, telle qu'elle ressort de la base de données européenne d'occupation biophysique des sols Corine Land Cover (CLC), est marquée par l'importance des territoires agricoles (78,8 % en 2018), une proportion identique à celle de 1990 (78,8 %). La répartition détaillée en 2018 est la suivante : 
prairies (43 %), terres arables (35,8 %), forêts (13,4 %), zones urbanisées (7,8 %).
L'évolution de l'occupation des sols de la commune et de ses infrastructures peut être observée sur les différentes représentations cartographiques du territoire : la carte de Cassini (XVIIIe siècle), la carte d'état-major (1820-1866) et les cartes ou photos aériennes de l'IGN pour la période actuelle (1950 à aujourd'hui).

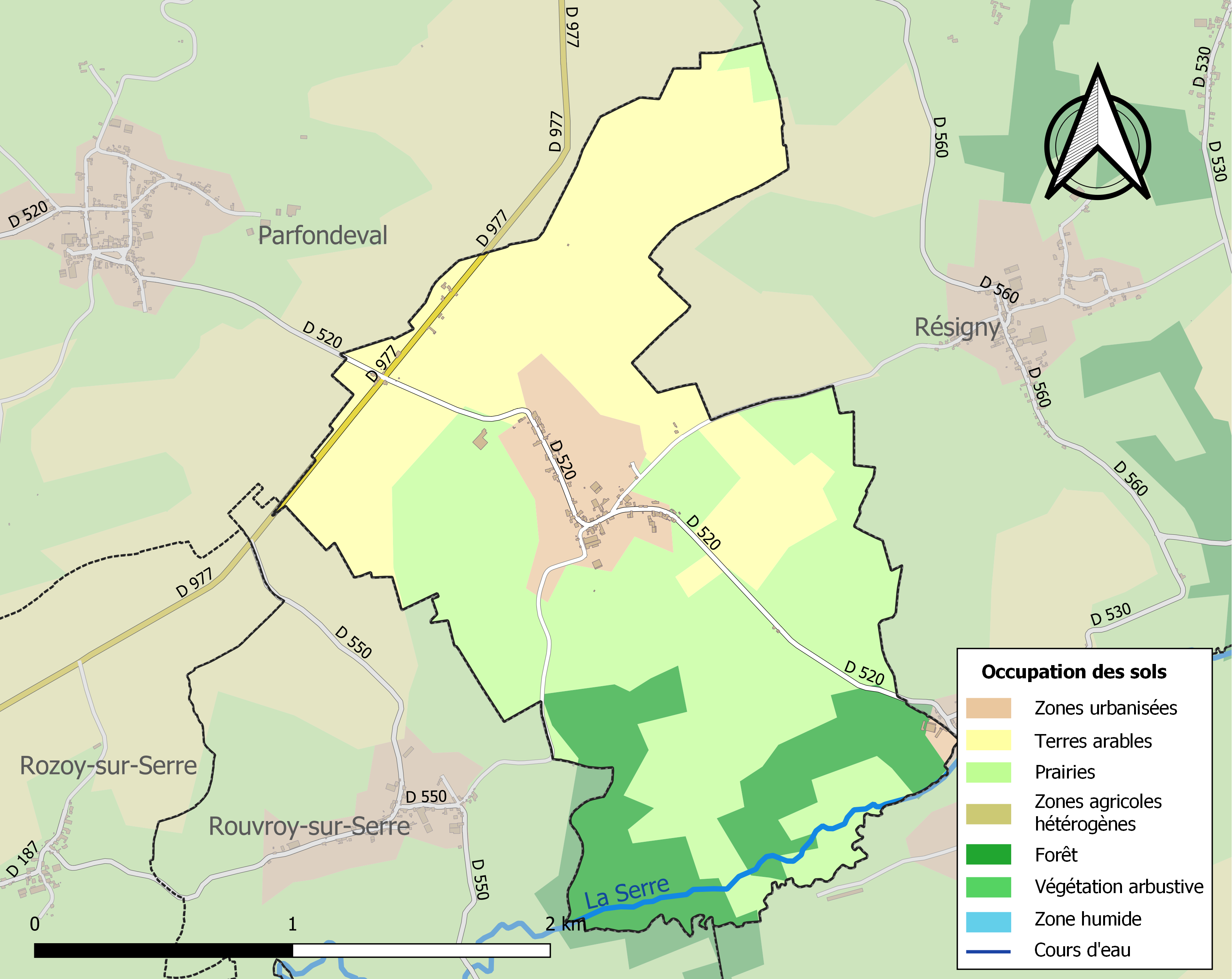
Carte de l'occupation des sols de la commune en 2018 (CLC).

## Toponymie
Le nom de la localité est attesté sous les formes Grantrieu (1327) ; Grandis-Rivus (1340) ; Granrieu (1405) ; Grantrieu-emprès-Rosoi (1456) ; Grantrieux (1458) ; Granrieux (1642) ; Grandriu (1709).
De l'adjectif de l'oïl grant et rieu : « grand ruisseau ». Pour désigner le ruisseau le nom habituel est rieu tiré du latin rivu, le même sens qui a donné aussi ru, qui a dû désigner d'abord le cours d'eau .
 
Le village de Grandrieux tirerait son nom de la Serre, le seul cours d'eau qui traverse une partie de son territoire au sud. Sa fondation est tardive; les premières attestations sont du XIVe siècle.

## Histoire
Avant la révolution, le chapitre de Rozoy dîmait, pour la totalité, dans la paroisse de Grandrieux.
Par arrêté préfectoral du 20 décembre 2016, la commune est détachée le 1er janvier 2017 de l'arrondissement de Laon pour intégrer l'arrondissement de Vervins.

## Politique et administration

### Découpage territorial
La commune de Grandrieux est membre de la communauté de communes des Portes de la Thiérache, un établissement public de coopération intercommunale (EPCI) à fiscalité propre créé le 22 décembre 1997 dont le siège est à Rozoy-sur-Serre. Ce dernier est par ailleurs membre d'autres groupements intercommunaux.
Sur le plan administratif, elle est rattachée à l'arrondissement de Vervins, au département de l'Aisne et à la région Hauts-de-France. Sur le plan électoral, elle dépend du  canton de Vervins pour l'élection des conseillers départementaux, depuis le redécoupage cantonal de 2014 entré en vigueur en 2015, et de la première circonscription de l'Aisne  pour les élections législatives, depuis le dernier découpage électoral de 2010.

### Administration municipale
| Période                                  | Période                       | Identité      | Étiquette | Qualité                                  |
| ---------------------------------------- | ----------------------------- | ------------- | --------- | ---------------------------------------- |
| Les données manquantes sont à compléter. |                               |               |           |                                          |
| 1959                                     | †1971                         | Pierre BOITTE | SFIO      |                                          |
| mars 2001                                | En cours (au 12 juillet 2020) | Nicole Bart   | DVG       | Employée Réélu pour le mandat 2020-2026, |

## Démographie
L'évolution du nombre d'habitants est connue à travers les recensements de la population effectués dans la commune depuis 1793. Pour les communes de moins de 10 000 habitants, une enquête de recensement portant sur toute la population est réalisée tous les cinq ans, les populations de référence des années intermédiaires étant quant à elles estimées par interpolation ou extrapolation. Pour la commune, le premier recensement exhaustif entrant dans le cadre du nouveau dispositif a été réalisé en 2007.

En 2022, la commune comptait 80 habitants, en évolution de −8,05 % par rapport à 2016 (Aisne : −1,97 %, France hors Mayotte : +2,11 %).
| 1793 | 1800 | 1806 | 1821 | 1831 | 1836 | 1841 | 1846 | 1851 |
| ---- | ---- | ---- | ---- | ---- | ---- | ---- | ---- | ---- |
| 208  | 115  | 204  | 224  | 243  | 250  | 260  | 254  | 254  |

| 1856 | 1861 | 1866 | 1872 | 1876 | 1881 | 1886 | 1891 | 1896 |
| ---- | ---- | ---- | ---- | ---- | ---- | ---- | ---- | ---- |
| 227  | 218  | 206  | 198  | 189  | 192  | 196  | 197  | 177  |

| 1901 | 1906 | 1911 | 1921 | 1926 | 1931 | 1936 | 1946 | 1954 |
| ---- | ---- | ---- | ---- | ---- | ---- | ---- | ---- | ---- |
| 172  | 180  | 174  | 157  | 160  | 172  | 165  | 150  | 171  |

| 1962 | 1968 | 1975 | 1982 | 1990 | 1999 | 2006 | 2007 | 2012 |
| ---- | ---- | ---- | ---- | ---- | ---- | ---- | ---- | ---- |
| 162  | 137  | 144  | 121  | 102  | 97   | 90   | 89   | 90   |

| 2017 | 2022 | - | - | - | - | - | - | - |
| ---- | ---- | - | - | - | - | - | - | - |
| 83   | 80   | - | - | - | - | - | - | - |

## Lieux et monuments
- L'église Saint-Nicolas est classée au registre de Monuments Historiques depuis 1987. Certaines églises sont défendues par une haie circulaire plantée en surplomb d'un chemin creux ayant fait fonction de fossé.
- Lavoir.

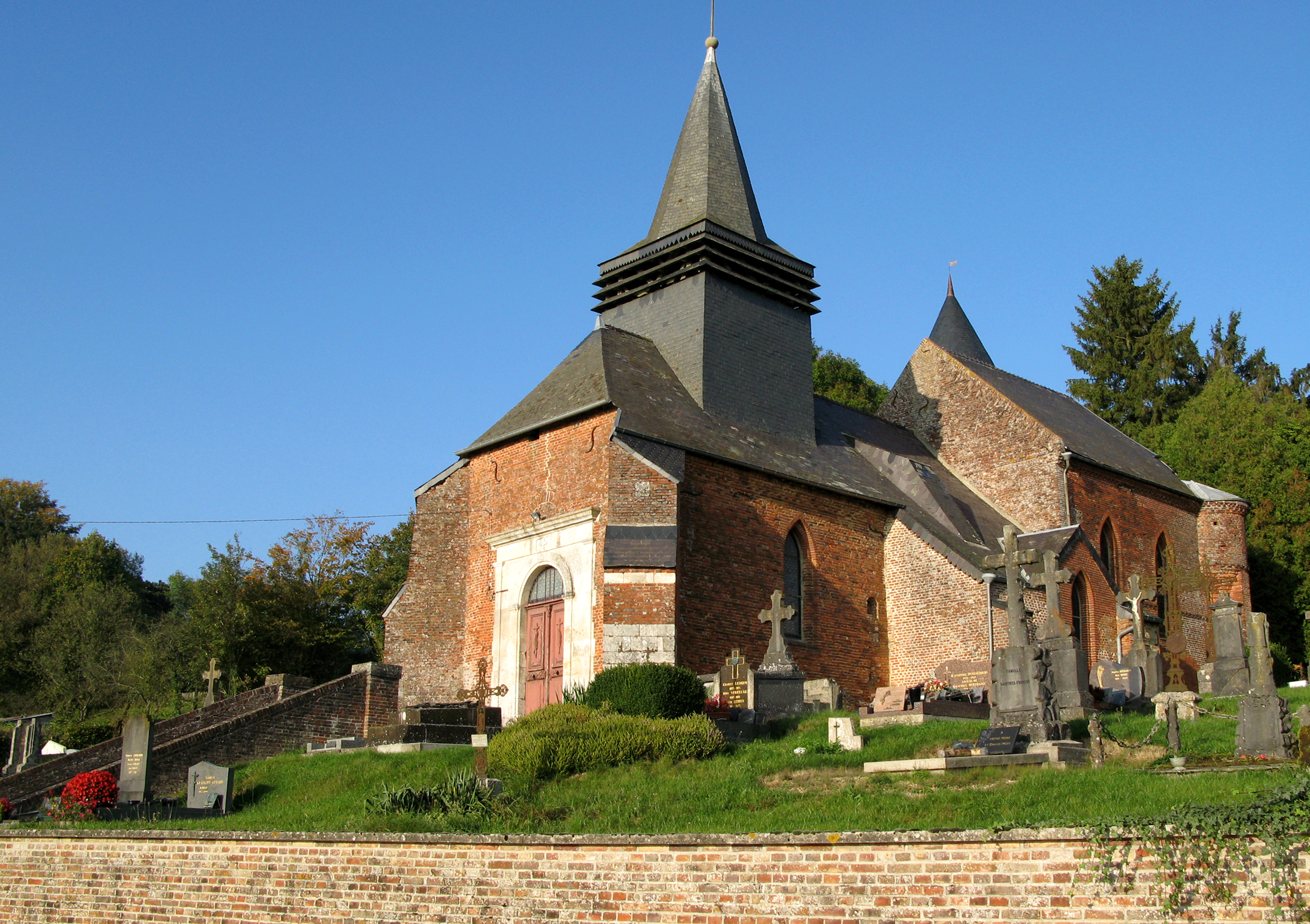
Église fortifiée Saint-Nicolas.
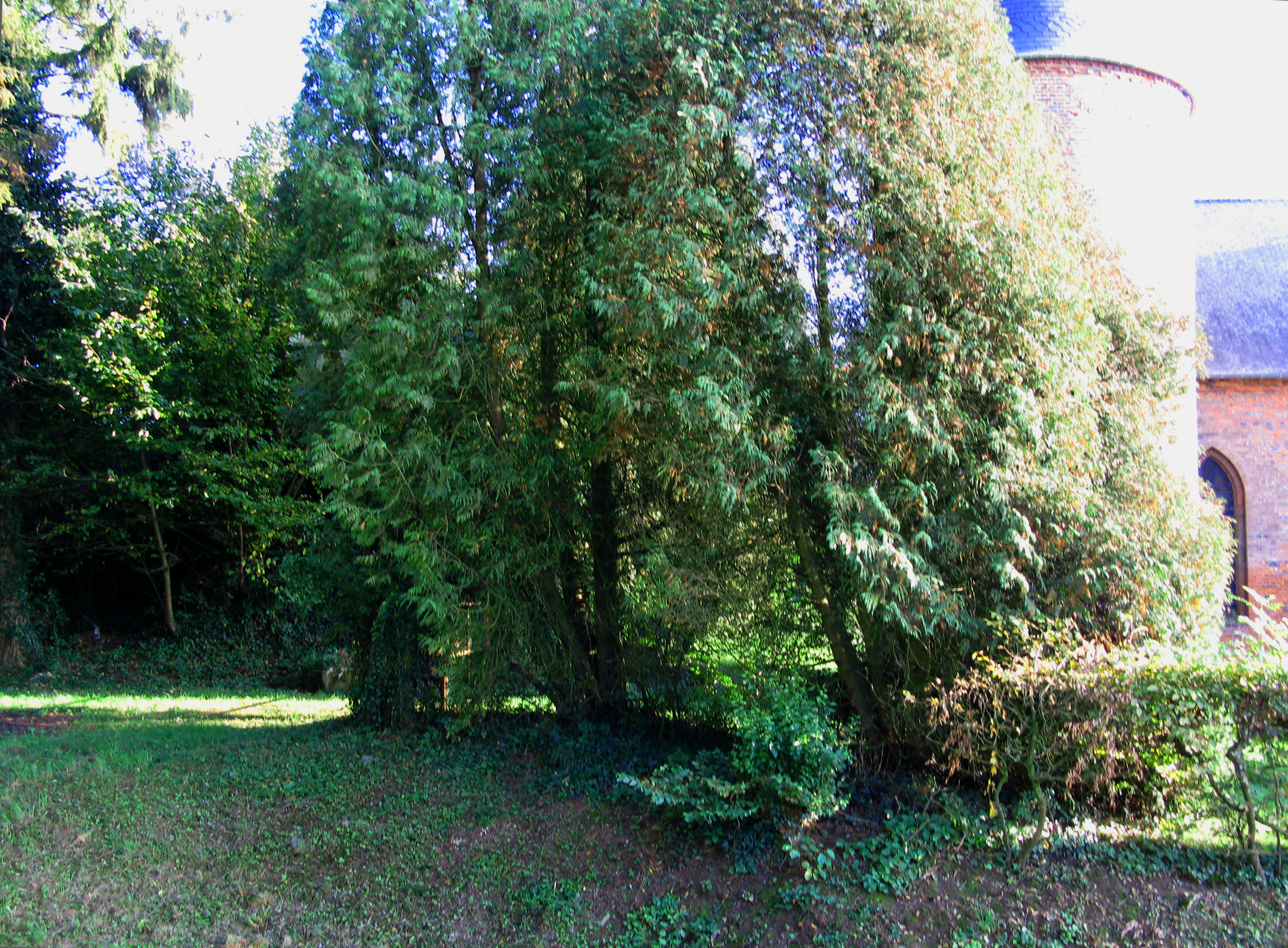
La haie et le chemin creux au sud-est de l'église témoignent encore d'un type de « fortification » naturelle autour de l'édifice.
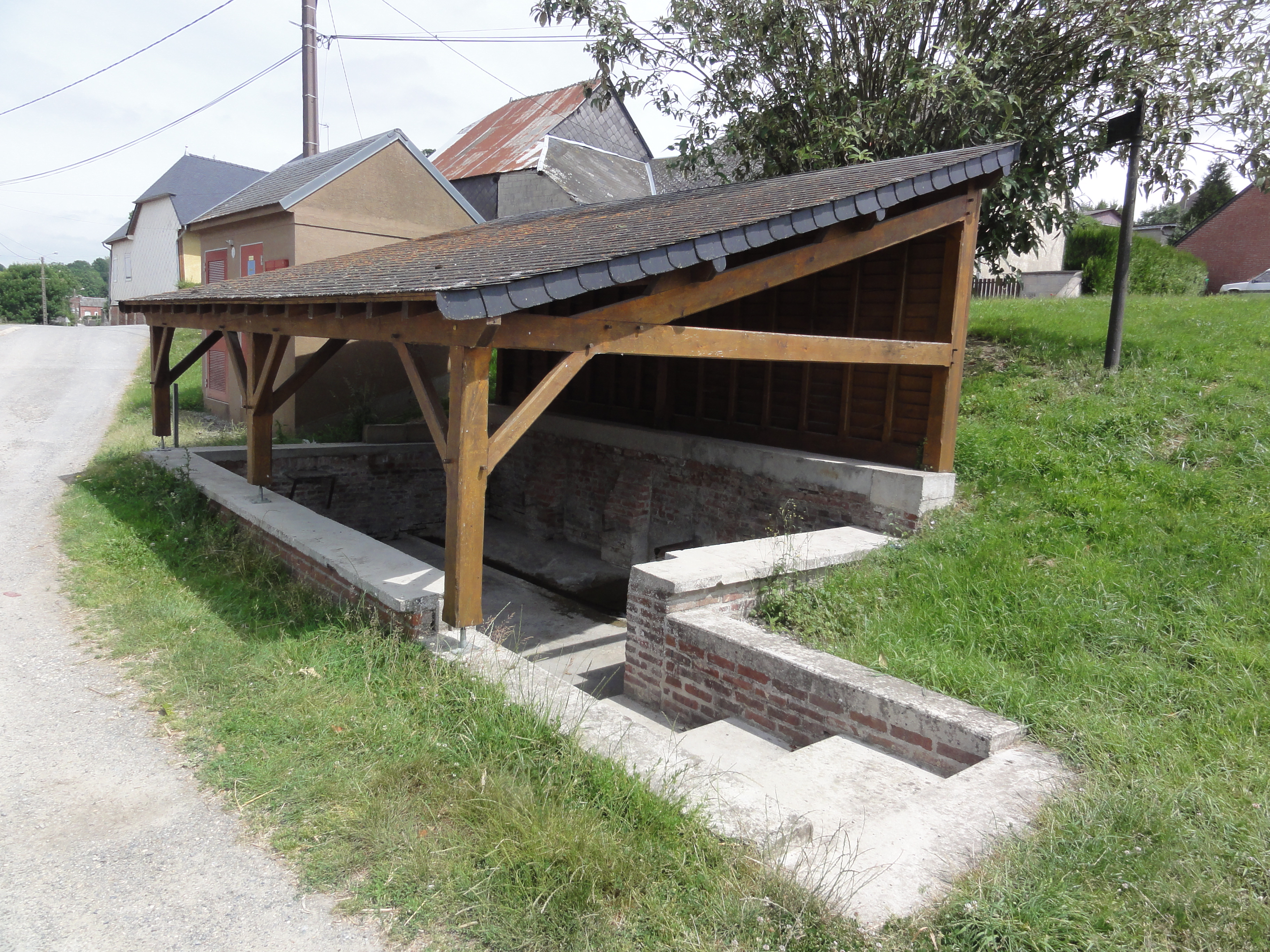
Lavoir.